# Sportanlage Kreuzbleiche

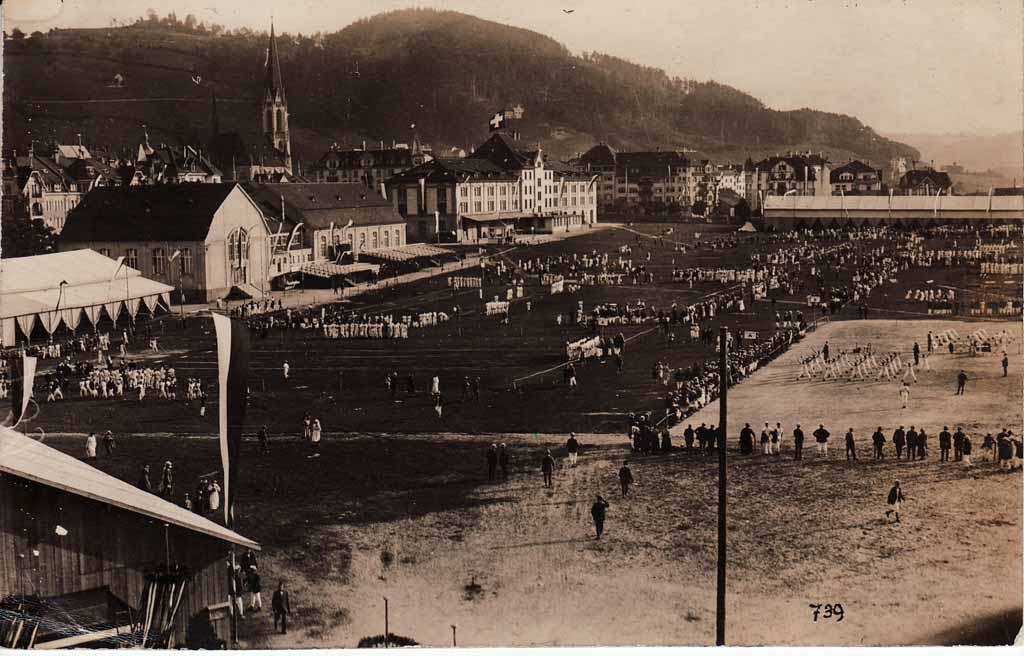
Eidgenössisches Turnfest 1922 auf der Sportanlage Kreuzbleiche

Die Sportanlage Kreuzbleiche ist ein Sportkomplex in St. Gallen in der Schweiz. Die Sporthalle ist die Heimhalle des TSV St. Otmar St. Gallen.
Die Sporthalle wurde 1979 vom Architekten Heinrich Graf entworfen und zwischen Dezember 1982 und Oktober 1984 durch das Hochbauamt der Stadt St. Gallen gebaut. Sie diente als Spielstätte für die Handball-Weltmeisterschaft der Männer 1986.

## Technische Daten

### Sporthalle
Quelle:
- Vierfach-Halle
- 64 m × 27 m, Bodenbelag Spezialkunststoff
- Zuschauerkapazität: 4200
- Unterkunft: 2 × 20 Schlafplätze
- Medienraum
- Cafeteria
- Zuschauerbalkon
- Public Wlan: St. Galler Wireless

### Rasenfelder
- Drei Felder à 100 m × 64 m, beleuchtet

### Hartplatz
- Platz 40 m × 20 m, Bodenbelag Kunststoff

### Turnhallen Kreuzbleiche
- gross: 36 m × 17 m, Bodenbelag Korklinol
- klein: 24 m × 17 m, Bodenbelag Linodur
- Kraftraum

### Parkanlage
- Zwei Laufstrecken
- Tartanbahn (120 m)
- Weitsprunganlage
- Zwei Kinderspielplätze
- Öffentliche Toiletten

### Reithalle
- 40 m × 20 m, Bodenbelag Sand-Textilschnitzel-Mischung

### Skatepark
- 1300 Quadratmeter